# Rum Rebellion

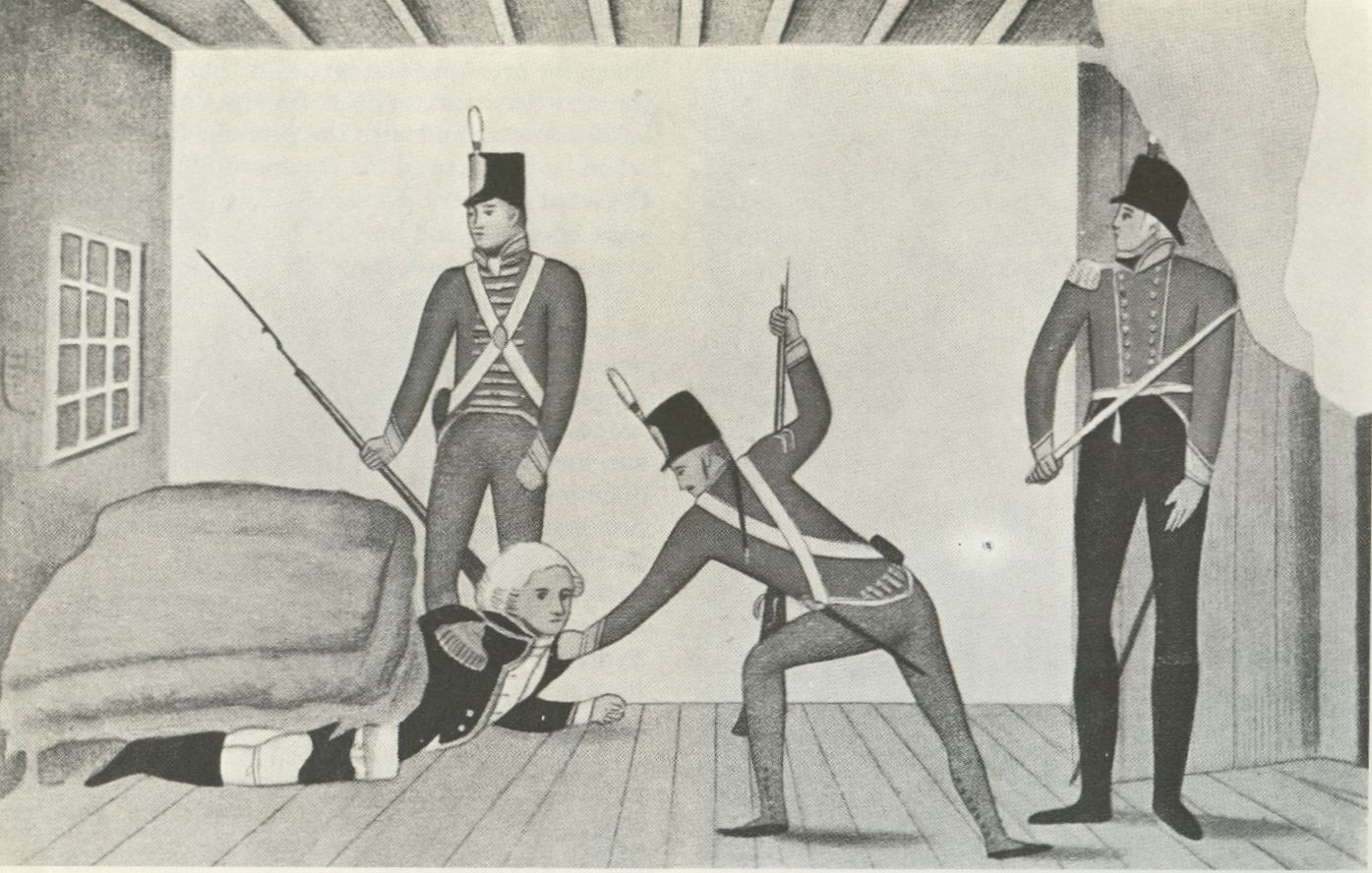
Spotprent over de arrestatie van William Bligh die zich onder zijn bed verstopt zou hebben.

De Rum Rebellion was een opstand die plaatsvond op 26 januari 1808. De inzet van de opstand was een conflict over invoerrechten, waaronder die op rum. Tijdens de opstand werd William Bligh, de gouverneur van New South Wales, uit zijn ambt gezet. Dit werd gedaan door het New South Wales Corps, onder leiding van de ondernemer en militair John Macarthur.
Begin 1810 kwam generaal Lachlan Macquarie aan in Sydney om namens de Engelse kroon orde op zaken te stellen. John Macarthur werd afgevoerd naar Londen om terecht te staan maar werd daar niet gestraft. Wel werd hem een tijd lang verboden terug te keren naar Australië. In 1817 keerde hij alsnog terug en zette zijn bedrijf voort.
De Rum Rebellion is de enige geslaagde staatsgreep die ooit in Australië heeft plaatsgevonden.